# Finajour
Finajour war eine von Hans-Jakob Tobler entwickelte Software zur Fahrplanauskunft (elektronisches Kursbuch) der gleichnamigen Firma in Therwil in der Schweiz und gilt als eine der ersten elektronischen Fahrplansoftwares für Heimanwender.
Tobler entwickelte für die Fahrplanperiode Sommer 1989 ein elektronisches Kursbuch für MS-DOS und liess es durch die Firma Finajour von Vincent Desbœufs vertrieben, dies zu einem Bezugspreis von 100 Franken. Es beinhaltete die Fahrplandaten der SBB und der Schweizer Privatbahnen. Es benötigte einen PC mit 512 KB RAM. Bis Herbst 1989 wurden gut 1000 Lizenzen der Software zum Preis von Hundert Franken je Lizenz verkauft. Finajour wurde daraufhin in Zusammenarbeit mit der PTT auf den Schweizer Bildschirmtext, dem Videotex, implementiert und 1990 freigegeben.
Finajour erschien jedes Jahr zum Fahrplanwechsel für MS-DOS und später Windows-basierende Systeme.
Die Firma Terrasoft portierte ca. 1993 mit Hilfe von Tobler Finajour für Macintosh.
Auf 1994/1995 wurden die Postauto- und Buslinien mit aufgenommen.
Die Version 7.0 von 1995/1996 beschreibt den Umfang von Finajour wie folgt: «Der vorliegende Computer-Fahrplan arbeitet mit 57598 Zugs-, Bahn- und Schiffskursen, von denen täglich über 30000 verkehren. […] Es sind 8077 Destinationen enthalten, davon rund 1800 Bahnstationen, 400 Schiffsstationen und fast 6000 Bus-Haltestellen.»
Die Telefonbuch-CD der Swisscom, hergestellt von OptoByte, lieferten Finajour und Finaroute mit aus.
Die SBB begannen, ein eigenes elektronisches Kursbuch zu verkaufen. Auf Basis der Software HAFAS verkauften sie das Elektronische Kursbuch der Schweiz für MS-DOS und Windows und verdrängten Finajour nach und nach vom Markt. Eine kombinierte Version von Finajour und Finaroute wurde 2002/2003 als FinaPlus verkauft, es dürfte die letzte Version sein. Die Macintosh-Version wurde unabhängig weiterhin entwickelt und vertrieben, da HaCon, der Hersteller des in Europa marktbeherrschenden HAFAS, beziehungsweise die SBB keine Macintosh-Version des elektronischen Kursbuches anboten. Finajour für Mac wurde auf den Fahrplanwechsel 2009/2010 eingestellt.

Detailansicht einer Zugrelation

Grafische Darstellung von Zugrelationen

Finaroute war eine weitere Software der Firma Finajour und eins der ersten elektronischen Routenplaner für die Schweiz. Die Software wurde 1991 eingeführt und bot eine Ort-zu-Ort-Verbindung für die ganze Schweiz an. Es benötigte MS-DOS 3.0 und 512 KB RAM. Es ist inzwischen ebenfalls eingestellt worden.
Der Entwickler Hans-Jakob Tobler starb 2009 im Alter von 73 Jahren.